# Malaraeus eremicus
Malaraeus eremicus är en loppart som först beskrevs av Baker 1904.  Malaraeus eremicus ingår i släktet Malaraeus och familjen fågelloppor. Inga underarter finns listade i Catalogue of Life.